# Liternik
Liternik to:

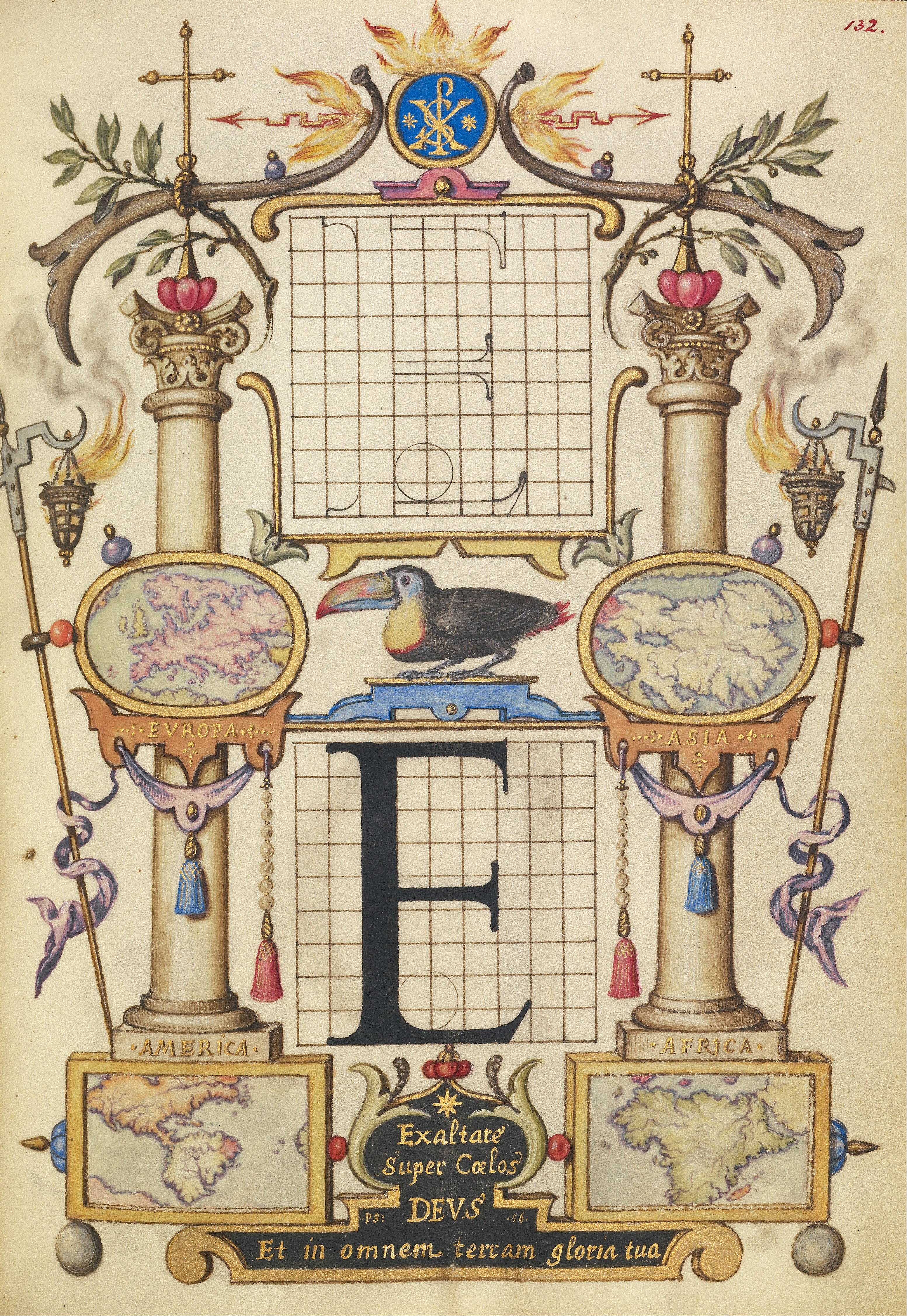
Joris Hoefnagel, Sposób konstrukcji litery E, ok. 1591–1596

- Artysta grafik, projektant pojedynczych napisów lub krojów pisma. Zadaniem liternika jest dostosowanie kompozycji literniczej do zamierzonego zastosowania lub kroju pisma do charakteru przewidywanych treści.
- Osoba trudniąca się zawodowo wykonywaniem napisów, np. na transparentach, planszach, szyldach, reklamach, szybach, pomnikach, nagrobkach, elewacjach itd., lub wykonująca szablony i inne formy służące do wykonywania napisów. Liternikiem może być malarz, grafik, kreślarz, ale także grawer, rzeźbiarz itd.